# Papilio hornimani
Papilio hornimani là một loài bướm thuộc họ Bướm phượng (Papilionidae). 
Loài Papilio hornimani được mô tả năm 1879 bởi Distant. Loài bướm Papilio hornimani sinh sống ở rừng núi cao của Kenya và Tanzania.
Ấu trùng ăn các loài Teclea và có thể là Citrus.

## Phân loài
- Papilio hornimani hornimani (Kenya, Tanzania)
- Papilio hornimani mwanihanae Kielland, 1987 (Tanzania)
- Papilio hornimani mbulu Kielland, 1990 (Tanzania)

## Hình ảnh

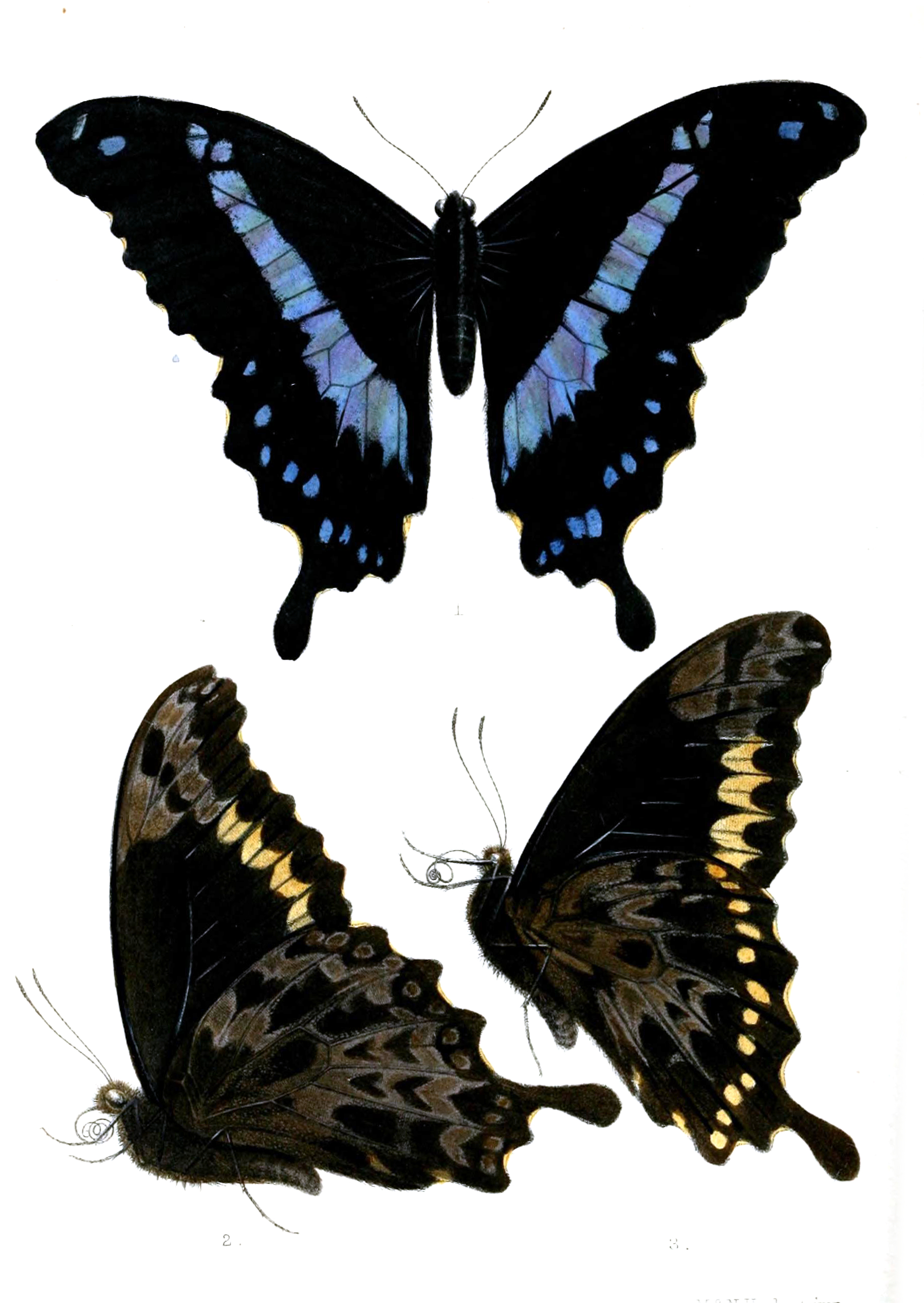
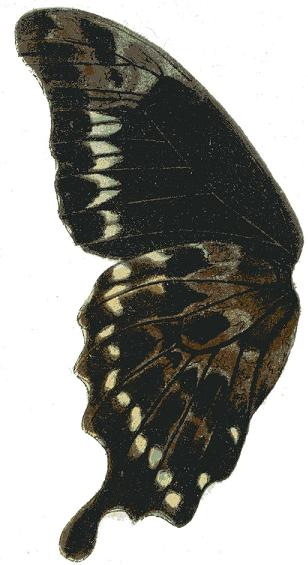